# La Celle-sur-Nièvre
La Celle-sur-Nièvre là một xã của tỉnh Nièvre, thuộc vùng Bourgogne-Franche-Comté, miền trung nước Pháp.